# Altavilla Silentina
Altavilla Silentina község (comune) Olaszország Campania régiójában, Salerno megyében.

## Fekvése
Az Alburni-hegység és a Sele folyó síksága közé ékelődő dombvidéken épült ki. Határai: Albanella, Castelcivita, Controne, Postiglione és Serre.

## Története
A település vidéke már az i. e. 7 században lakott volt. A rómaiak fennhatósága idején Spartacus 60 000 rabszolgából álló lázadó seregét ezen a vidéken verte le Pompeius i. e. 71-ben. A mai Altavilla története a 11. századra vezethető vissza, amikor a normannok egy háromszögletű erődítményt építettek ezen a területen. A következő századokban feudális birtok (báróság) volt.
A település történetének eddig fontos állomása az 1799-es esztendő. Ekkor a francia forradalom eszméi elérték Dél-Itáliát is, minek következtében Nápolyhoz hasonlóan, Altavilla is köztársaságnak kiáltotta ki magát. Ekkor a szomszédos Eboli lakosai fegyvert fogtak és a lázadó altavillai lakosok ellen indultak. Legfőbb fegyverük egy ágyú volt. A lakosság a támadók érkezését látva Páduai Szent Antalhoz fohászkodott. Az első ágyúlövés során az ágyú 13 darabra hullott szét. Ezt az altavillai lakosok a szent csodájaként élték meg és az esemény azóta is minden év június 13-án megünneplik.
Megkülönböztetésként Olaszország hasonló nevű településeitől előbb Altavilla del Cilento, majd Altavilla di Capaccio név alatt volt ismert, míg 1862-ben hivatalosan felvette mai megnevezését, ami arra utal, hogy a Sele és Alento folyók között fekszik.

## Népessége
A népesség számának alakulása:

## Főbb látnivalói
Nevezetes épülete a San Francesco-kolostor, amelyet a 15. században alapítottak ferences szerzetesek.